# Kongó (folyó)
A Kongó (Zaire) Nyugat-Közép-Afrika legnagyobb folyója. Hossza a Katanga (Shaba)-fennsíkon eredő Lualaba forrásától 4374 km. A másik fő forrásfolyójával, a Luapulával mintegy 4700 kilométer, ami a Nílus után Afrika második és a világ nyolcadik leghosszabb folyójává teszi.

## Leírás
A Kongó mellékfolyóival a világ második legnagyobb esőerdő övezetén folyik keresztül (csak az Amazonas esőerdői nagyobb kiterjedésűek). A Kongó az Amazonas után, az Orinoco, a Jangce és a Mississippi előtt a világ második legnagyobb vízhozamú folyója. Vízgyűjtő területe szintén a második legnagyobb kiterjedésű (csak az Amazonas vízgyűjtője nagyobb). 
Mivel a folyó hosszú szakaszai nyúlnak el az Egyenlítőtől északra, illetve délre is, a vízhozam meglehetősen stabil, hiszen valamelyik szakasz mindig az esős évszakot éli. A Kongó a legkiegyenlítettebb vízjárású a világ legnagyobb folyói között.
A Kongó folyó az ősi Kongói Királyságról kapta a nevét, amely a folyó torkolatvidékén terült el. A mai államok közül a Kongói Demokratikus Köztársaságot és a Kongói Köztársaságot a folyóról nevezték el.
A Kongó majdnem egész hosszában hajózható, három fő vízesését ma már vasútvonalak is megkerülik, így Közép-Afrika kereskedelmi forgalmának jó része a folyó mentén halad keresztül. Az itt szállított áruk java réz, pálmaolaj, cukor, kávé és gyapot. A folyó vízenergia nyerésére is hasznosítható, a Pool Malebo (Malebo-tó) alatti  Inga az első vízerőmű a folyón.
2005 februárjában a dél-afrikai állami tulajdonú Eskom cég felvetette, hogy egy új gát építésével és egyéb beruházásokkal drasztikus mértékben emelhető lenne az Inga erőmű áramtermelő kapacitása. A vállalkozás 40 GW energiát termelhetne.

## Földrajz
A Kongó úgynevezett óriásfolyam, vízhozama és vízgyűjtő területe alapján a világ második legnagyobb folyamrendszere az Amazonas után. Afrika és az egész világ egyik csodálatos és egyedülálló természeti képződménye. A Kongó az egyetlen folyó a világon, amely kétszer keresztezi az Egyenlítőt. Ez az oka annak, hogy a folyam vízjárása és vízhozama a legegyenletesebb a föld nagy folyói között.[pontosabban?]
A Kongó és néhány jelentős folyó adatának összehasonlítása:
| Folyó       | Hossz (km) | Vízgyűjtő terület (km²) | Közepes vízhozam (m3/s) |
| ----------- | ---------- | ----------------------- | ----------------------- |
| Kongó       | 4374       | 3687000                 | 42800                   |
| Nílus       | 6853       | 3349000                 | 1584                    |
| Amazonas    | 6516       | 7045000                 | 225000                  |
| Jangce      | 6300       | 1808500                 | 31900                   |
| Mississippi | 3779       | 3248000                 | 21990                   |
| Duna        | 2850       | 817000                  | 6546                    |
| Murray      | 2508       | 1160000                 | 767                     |

A Kongó-medence az egyenlítői esőerdők otthona. A magas páratartalom miatt a helyi flóra, például az ébenfa, a mahagóni és a tölgyek akár 60 méteres magasságot is elérhetnek. A folyó medencéjének területe csaknem 4 millió km2. Afrika legnagyobb víziútjának vízhozama a szárazabb években 39, a csapadékosabb években 50 ezer köbméter másodpercenként.
A folyó forrásairól meglehetősen ellentmondásosak az információk. A geográfusok a mai napig sem jutottak egyértelmű következtetésre a folyó eredetéről. Jelenleg két hivatalosan elfogadott verzió létezik: A forrás a bővebbik vizű folyó, a  Lualaba, amely a Kongói Demokratikus Köztársaság délkeleti részén, Zambia területével közvetlenül határos Katanga- vagy Shaba-fennsíkon 1435 m tszf. magasságban ered. A folyó eredetére vonatkozó második népszerű változat a Chambesi forrása, amelynek vize a Nyassza és a Tanganyika tavak között ered, körülbelül 1590 m magasságban. A Bangweulu mocsarakat elhagyva Luapula néven deltával a Mweru-tóba ömlik. Innen kifolyva Luvua néven a Lualabába ömlik. Ez utóbbi forrásfolyó rendszer (Luvua, Luapula és Chambesi) a hosszabb, a nagyobb vízgyűjtő területű, így többnyire ezeket tekinti a legtöbb kutató a Kongó fő forráságának.
A Kongóval kapcsolatos érdekességek között érdemes megemlíteni, hogy ennek a folyamnak két neve van. Felső folyását (Kisangani településig) a helyiek ugyanúgy nevezik, mint az egyik lehetséges forrást (Lualaba). A Kongó Lualabának nevezett felső szakaszán sok zuhatag és vízesés van, amelyek jelentősen akadályozzák a hajózást. A legmagasabb vízesés (kb. 500 m) a Nzilo-szorosban a Mitumba-hegység déli lábánál található. Innen nagyjából északnak tart, ahol vad és nyugodtabb szakaszai váltják egymást. Az Egyenlítő közelében található Stanley (Boyoma)-vízesés után simán és egyenletesen hömpölyög tovább. Itt a partjai meglehetősen alacsonyak, mocsarasak, helyenként akár 10–15 km széles is lehet közöttük, ami természetes tavak kialakulásának is kedvez (ezek közül legnagyobb a Tumba-tó). Alsó szakaszán a folyó a Dél-Guineai-fennsík területén folyik át, partjai itt sziklásak és meredekek (magasságuk eléri az 500 métert). Kinshasa és Matadi települések között a híres, több zuhatagból álló Livingstone-vízesés található, amelyek alatt egy szűk mederben rohan.  Az "U" alaku medrének jelentős mélysége (akár 230 m) miatt Afrika és a világ legmélyebb folyójává teszi. Boma városa alatt újra kiszélesedik és tölcsértorkolattal az Atlanti-óceánba ömlik. A Kongó édesvize torkolattól kb 70 km-re világosra festi az óceán sós vizét.
A folyót három szakaszra lehet különíteni: A felső szakasza a forrástól a Henry Stanley felfedezőről elnevezett, a már említett 7 lépcsős vízesésekig (Stanley- vagy Boyoma-vizesések). Ennek a szakasznak a hossza több mint 2100 km. A középső szakasza (1700 km) a vízesésektől Kinshasa városáig, míg az alsó, 500 kilométeres szakasza Kinshasától torkolatáig tart.

### A felső szakasz jellemzése
A fennsíkokon és ezek völgyeiben elhelyezkedő Kongó felső folyását (Lualaba) zuhatagos és a nyugodt szakaszok váltakozása jellemzi. A legmeredekebb esés (kb. 70 km-es szakaszon 475 m) Lualaba a Nzilo-szorosban éri el, amellyel a Mitumba-hegység déli nyúlványain vág át. Bukama városától kiindulva a folyó lassan halad végig az Upemba tó lapos fenekén. Kongolo városa alatt Lualaba áttöri a kristályos sziklákat a Port d'Anfer (Pokol kapuja) szurdoknál, zuhatagokat és vízeséseket képezve. Tovább haladva lefelé a folyón, egymás után további vízesések és zuhatagok csoportja követik egymást. Kindu és Ubundu városai között a folyó ismét nyugodtan folyik egy széles völgyben. Közvetlenül az Egyenlítő alatt a fennsík pereméről leereszkedik a kongói mélyedésbe, létrehozva a Stanley (Boyoma)-vízesést.

### A középső szakasz jellemzése
A Kongó-medencébe érve a folyó nyugodt. Túlnyomóan alacsony és lapos, gyakran mocsaras partú medre tószerű nyúlványok láncolata (medre itt helyenként akár 15 km széles), amelyet viszonylag szűk medrű (1,5–2 km) szakaszok választanak el egymástól. A Kongó-medence középső részén a folyam és mellékfolyóinak, leginkább az Ubangi és a Sangha árterei egybeolvadnak, és a világ egyik legnagyobb időszakosan elöntött területét alkotják. A mélyedés nyugati széléhez közeledve a folyó megjelenése megváltozik: itt a magas (100 m vagy annál is több), meredek alapkőzetpartok közé tömörül, és helyenként 1 km alá szűkül a medre. A mélysége ennek megfelelően megnő (20–30 m), az áramlati felgyorsulnak. Ez a szűk szakasz, az úgynevezett csatorna a Kongó középső folyását lezáró Stanley-medence (kb. 30 km hosszú, legfeljebb 25 km széles) tószerű meghosszabbításába (Pool Malebo) torkollik.

### Az alsó szakaszának jellemzése
A Kongó alsó folyásánál egy mély (legfeljebb 500 m-es) szurdokban egy fennsíkon keresztül tör át az óceán felé. A folyam medrének szélessége itt 400–500 m-re (mélysége 60-70 méterre), a még keskenyebb részeken helyenként 220–250 m-re csökken (a mélysége pedig 230 m-ig nő). 350 km-en keresztül (Kinshasa és Matadi között) a folyó 270 métert esik, mintegy 70 zuhatagot és vízesést alkotva, egyesítve a Livingstone zuhatagok általános néven. Matadinál a Kongó belép a parti síkságba, a csatorna szélessége 1-2 kilométerre nő, a hajóút mélysége eléri a 25-30 métert. Boma város közelében kezdődik a Kongó torkolata, melynek legnagyobb szélessége eléri a 19 km-t.  A folyam végül egy viszonylag keskeny (9,8 km) kijáraton keresztül ömlik az Atlanti-óceánba.

## Vízrajz

### Vízgyűjtő terület
A Kongó vízgyűjtő területe tíz országra terjed ki és Afrika területének mintegy 13 százalékát teszi ki. 

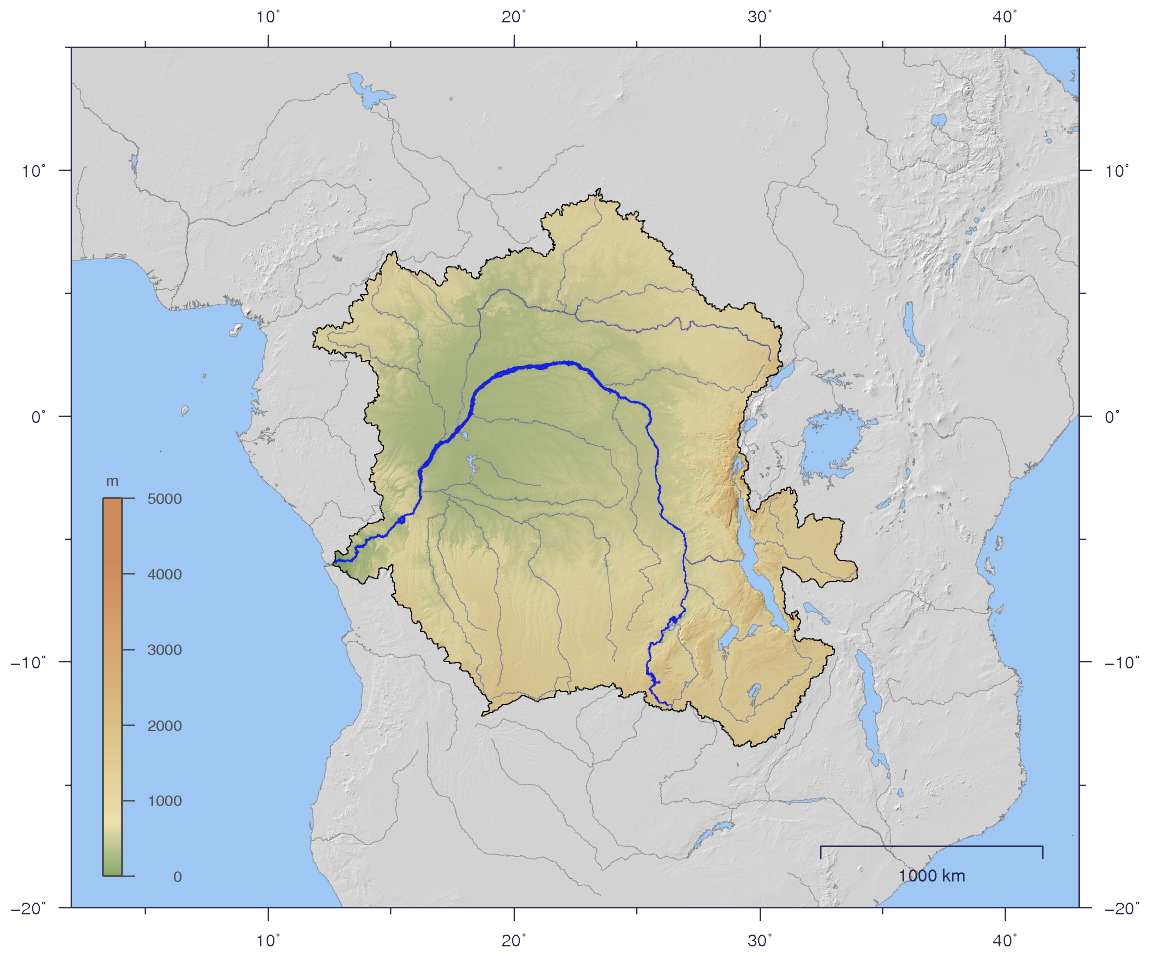
A Kongó vízgyűjtőterülete

A Kongó vízgyűjtőjének legmagasabb pontja a Ruwenzori-hegységben található, mintegy 4340 m tszf. magasságban.

### Vízjárás, vízhozam
A Kongó-medence folyóinak vízhozamának kialakulásában a bőséges csapadéké a főszerep. A folyam vízgyűjtőjére évente 1500–1600 mm csapadék hull. A Kongó  vízrendszere Köppen éghajlat besorolása alapján a legnagyobb részben az As (trópusi szavanna) és Af (trópusi esőerdő) típusba esik.
A folyó egyik fő sajátossága a viszonylag állandó, kritikus ingadozás nélküli vízjárás. A folyóban egész évben bőségesen van víz (az eddig mért legszárazabb évben a közepes vízhozama 33300, míg a legcsapadékosabb évben 55200 m3/s volt az átlag a torkolatánál). Ennek oka, hogy a hatalmas medence különböző éghajlati zónákban található, és ha az egyik régióban szárazság is van, ezt egy másik területen a heves esőzések kompenzálják.
A Kongó legtöbb mellékfolyójára jellemző az őszi lefolyás túlsúlya: az északi félteke mellékfolyóin a víz maximális emelkedése szeptember-novemberben, míg a déli féltekének mellékfolyóin április-májusban figyelhető meg. Az április-májusi lefolyási maximum Kongó felső részén (Lualaba) is jellemző. A Kongó középső részén és különösen az alsó folyásain a vízhozam szezonális ingadozása nagymértékben kiegyenlítődik a mellékfolyóinak eltérő áradás időpontjai miatt.
A Kongót a legnagyobb természetes szabályozás jellemzi. Ennek ellenére két emelkedés és két csökkenés egyértelműen kitűnik a vízszintek éves menetében: a Kongó középső szakaszán a Lualaba őszi maximumának megfelelő vízemelkedés másodlagos jellegű, míg a fő emelkedés november-decemberben az északi mellékfolyók árvizeinek hatására következik be. A Kongó alsó folyásánál a fő emelkedés szintén november-decemberben történik. Az április-május kevésbé jelentős emelkedése főként a Kasai folyó őszi maximális vízhozamához köthető.
A Kongó vízhozamának szezonális ingadozása a torkolatánál:
| Időszak           | Közepes vízhozam (m3/s) |
| ----------------- | ----------------------- |
| Október-Január    | 57670                   |
| Február-Március   | 36276                   |
| Április-Május     | 40282                   |
| Június-Szeptember | 32000                   |
| Évi átlag         | 42800                   |

A legnagyobb árvizek novembertől decemberig figyelhetők meg a folyó felső szakaszán (Lualaba). Az alsó és  középső részeken ez a helyzet kétszer fordul elő: egy további májustól júniusig tartó időszakot egészítenek ki. A legalacsonyabb vízszint júliusban alakul ki.
A Kongó folyó rendszere az egyik legsikeresebb és legcsodálatosabb a természetes szabályozás szempontjából is.

### Helyek és létesítmények a folyam mentén
Ismertebb települések, vízierőművek, vízesések és mellékfolyó-torkolatok a folyam mentén:
| Távolság (fkm) | Hely                  | Tszf.magasság (m) | Távolság (fkm) | Hely              | Tszf.magasság (m) |
| -------------- | --------------------- | ----------------- | -------------- | ----------------- | ----------------- |
| 0              | Banana                | 0                 | 2100           | Isangi            | 369               |
| 100            | Boma                  | 2                 | 2133           | Yangambi          | 371               |
| 148            | Matadi                | 7,5               | 2240           | Kisangani         | 380               |
| 188            | Inga vízerőmű         | 78                | 2310           | Boyoma- vízesés   | 400               |
| 236            | Inga- vízesés         | 171               | 2390           | Ubundu            | 418               |
| 250            | Luozi                 | 176               | 2705           | Kindu             | 448               |
| 498            | Kinshasa, Brazzaville | 269               | 3055           | Kongolo           | 533               |
| 500            | Pool Malebo           | 273               | 3455           | Luvua, Lualaba    | 556               |
| 695            | Kwamouth              | 275               | 3695           | Bukama            | 567               |
| 697            | Kasai                 | 275               | 3828           | Luapula, Mweru-tó | 921               |
| 815            | Bolobo                | 284               | 3975           | Nzilo-vízesés     | 1231              |
| 898            | Mossaka               | 289               | 4355           | Bangweulu mocsár  | 1163              |
| 1050           | Ubangi                | 294               | 4374           | Lualaba-forrás    | 1435              |
| 1157           | Mbandaka              | 303               | 4835           | Chambesi forrás   | 1590              |

## Vízenergia
A Kongó hatalmas vízenergia potenciállal rendelkező folyó. Óriási víztömeget szállít, ezért jelentős energiaszolgáltatóként működik. Jelenleg több nagy vízerőmű található a folyón (Inga). Az ilyen objektumok száma a teljes medencében körülbelül negyven. Közép-Afrika nagy területét látják el árammal. A vízrendszer folyóinak bő vízhozama és esése meghatározza azt a kolosszális vízenergia-tartalékot, ami alapján a Kongó-medence az első helyen áll a világ vízgyűjtői között. A medence folyóinak teljes potenciális kapacitása átlagos vízhozam mellett 390 GW. Ebből maga a Kongó becsült kapacitása 132 GW (más publikációk szerint 148,33 GW). Jelentősebb vízerőművek a Lualaba folyón is találhatók (Le Maripel, Delcomune).

## Gazdaság
A folyó a városok és települések ellátásának fő vízforrása. A helyi lakosok szarvasmarha-tenyésztéssel, halászattal és növénytermesztéssel foglalkoznak. A Kongó-medencében a biológusok körülbelül 1000 halfajt tartanak nyílván. Ezek közül számos faj kereskedelmi jelentőségű.

### Hajózás
A Kongó nagy részében hajózható, kivéve a zuhatagos szakaszait, amelyek megkerüléséhez vasutakat építettek a hajózható szakaszainak összekapcsolása végett. A Kongó-medencében a hajózható útvonalak teljes hossza körülbelül 20 000 km. A fő folyami kikötők Kinshasa és Brazzaville.
A folyók hajózható szakaszainak többsége a Kongó-medencében koncentrálódik, ahol egyetlen elágazó víziút-rendszert alkotnak, amelyeket azonban a Kongó alsó részén található Livingstone-vízesések válaszanak el az óceántól. Magának a folyónak 4 fő hajózható szakasza van: Bukama-Kongolo (645 km), Kindu-Ubundu (300 km), Kisangani-Kinshasa (1742 km), Matadi-torkolat (148 km). Az utolsó szakasz, az úgynevezett tengeri medence az óceánjáró hajók számára elérhető. A Kongó hajózható részeit vasutak kötik össze.
A Kongót hajózható szakaszai a régió legfontosabb közlekedési artériájává teszik. Több millió tonna rakomány és nagyszámú utas bonyolódik le rajta. A Kinshasából induló kompok az Ubangi partján található Bangui-ba (Közép-afrikai Köztársaság fővárosa) is közlekednek. Havonta mindössze 2-3 alkalommal futnak, hatalmas, több mint 1000 km-es távot tesznek meg, és minden nagyobb településen megállnak. Mivel a főbb települések maga a főfolyó és számos mellékfolyója mentén helyezkednek el, a Kongó jelentőségét nehéz lenne felbecsülni.

## Torkolat
A folyam torkolata Boma városa alatt kezdődik. Hossza 75, átlagos szélessége 11 km. Az árapály a torkolattól 40 km-re érezteti a hatását.
A folyó minden évben több tízmillió tonna szilárd hordalékot szállít a tengerbe. Az adatok eltérőek a hordalékmennyiségére vonatkozóan: 55, 88 és 100 millió tonna/év (összehasonlítás képpen az Amazonas átlagos hordalékmennyisége a torkolatnál évente 788 millió tonna).
A Kongó hatalmas édesvíz mennyisége az óceánban 70 km-re a partoktól is kimutatható. Tölcsér alakú torkolatának felső és középső részét egy aktívan fejlődő fiatal delta foglalja el. A torkolat folytatása az óceánban a Kongó víz alatti 400 m mély kanyonja, amelynek teljes hossza legalább 800 km.

## Élővilág
A Kongó-medence központi részét átszelő Kongó partjait szinte mindenhol egyenlítői esőerdők borítják. A dzsungelben az afrikai flóra olyan egyedülálló képviselői találhatók, mint a mahagóni, hevea, eukaliptusz, ébenfa. Sok örökzöld cserje nő itt, és az egyes fák magassága eléri a 70 métert.
A folyó medencéje a szavannás területeken gazellák, zebrák és zsiráfok, bivalyok csordáinak ad otthont. A gazellákra és más patásokra gyakran oroszlánok, leopárdok és gepárdok vadásznak. Az itatóknál elefántok, vízilovak és vaddisznók gyülekeznek, a dzsungelben pedig csimpánzok, síkvidéki és hegyi gorillák élnek. Lenyűgöző a hüllők és rovarok világa. A Kongó partjain: vannak krokodilok (jellemzően nílusi krokodil és a jóval kisebb páncélos krokodil) mérges pókok fajai, vízi pitonok és kobrák. A folyó mélységei is lakottak: tigrishalak, harcsák, nílusi süllők, márnák, édesvízi heringek élnek meg itt.
A hatalmas ragadozó tigrishal hossza elérheti a 2 métert, súlya pedig a 70–80 kg-ot.